# Гривеста генета
Гривестата генета (Genetta cristata) е вид бозайник от семейство Виверови (Viverridae). Видът е световно застрашен, със статут Уязвим.

## Разпространение
Разпространен е в Нигерия.